# 湄雲 (砲艦)
湄雲(びうん)は日本海軍の砲艦で、
日清戦争での捕獲艦。
艦名は清での艦名「湄雲(Mei Yun)」をそのまま使用した。
意味は「水際の雲」。

## 艦歴
1870年(明治3年)福州船廠(清)で竣工。
1888年(明治21年)3月、清国軍艦として日本に来訪している。
日清戦争では北洋水師に所属し
1895年(明治28年)3月6日に営口で日本軍が捕獲、
3月29日に営口から旅順口への回航命令が出された。
6月5日に日本海軍籍に編入、
6月14日には再び旅順口への回航命令が出され、
7月7日に除籍され第五種(雑役船に相当)に変更された。
軍艦としての日本海軍での在籍期間はわずか1カ月と2日だけであり、戦没などの事情(例えば信濃など)がある場合を除いて「在籍期間の短かった点においては、この艦はおそらくレコードホルダーであろう」と片桐大自は述べている。
遼河河口では河床の地形が度々変わり、水路の標識として移動できる灯台船が必要だった。
同年7月に湄雲をその灯台船として使用する計画が上がったが、
現地で灯火設備が調達出来ない、乗員の確保が困難、河口は冬期に結氷するために船体が破損する恐れがあるなど種々の問題があり、
計画は断念、船体は旅順口海軍根拠地司令部で保管された。
湄雲の修理には巨額が必要で有り、11月8日に清に贈与が適当との意見が出され、
11月17日に清国政府へ寄贈すべしと命令が出された。
湄雲は12月に廃船となり清に返還された。